# Charles Magill Conrad
Charles Magill Conrad (Winchester, 24 de diciembre de 1804-Nueva Orleans, 11 de febrero de 1878) fue un abogado y político estadounidense, que representó a Luisiana en el Senado de los Estados Unidos, la Cámara de Representantes de los Estados Unidos y el Congreso de los Estados Confederados. Fue Secretario de Guerra bajo el presidente Millard Fillmore, desde 1850 hasta 1853.

## Biografía
Nació en Virginia en 1804; se mudó a Misisipi con su familia cuando era niño y luego se mudó a Luisiana, educándose en Nueva Orleans. Estudió leyes, fue admitido en el colegio de abogados en 1828 y comenzó la práctica legal en Nueva Orleans.
Miembro del Partido Whig, fue miembro de la cámara de representantes del estado de Luisiana entre 1840 y 1842.
Fue nombrado miembro del Senado de los Estados Unidos en abril de 1842 para completar el período de Alexandre Mouton, ocupando una banca hasta marzo de 1843, sin poder ser reelegido. Posteriormente se desempeñó en la Cámara de Representantes de los Estados Unidos de 1849 a 1850, renunciando para ser Secretario de Guerra en el gabinete de Millard Fillmore. Permaneció a cargo del Departamento de Guerra desde el 15 de agosto de 1850 hasta el 7 de marzo de 1853.
Como secretario de guerra, recomendó que se creara un regimiento montado para los pueblos nativos; propuso que se formara una milicia local, provista de armas del gobierno, para enfrentar la «amenaza india»; e instó a que el gobierno alimentase a los nativos que abandonasen los hábitos depredadores para cultivar el suelo.
Fue líder del movimiento de secesión en Luisiana en diciembre de 1860. Durante la guerra civil estadounidense, bajo los Estados Confederados de América, fue delegado a la convención que sancionó la Constitución Provisional de los Estados Confederados en Montgomery (Alabama). Posteriormente fue miembro del Congreso Provisional de los Estados Confederados y representante de Luisiana al Congreso Confederado, entre 1862 y 1865.
Después de la guerra, se dedicó a la práctica legal. Falleció en Nueva Orleans en 1878. Fue sepultado inicialmente en el cementerio de la calle Girod, siendo sus restos trasladados en 1957 a Hope Mausoleum.